# Griefstedt
Griefstedt é um município da Alemanha localizado no distrito de Sömmerda, estado da Turíngia.
Pertence ao Verwaltungsgemeinschaft de Kindelbrück.